# Cornelis van der Lijn
Cornelis van der Lijn (Alkmaar, 1608 – aldaar, 27 juli 1679) was gouverneur-generaal van de Vereenigde Oostindische Compagnie (VOC) van 1646 tot 1650 en burgemeester van Alkmaar van 1668 tot 1678.

## Biografie
Cornelis van der Lijn ging in 1627 als assistent aan boord van de Wapen van Hoorn naar Batavia. Van 1632 tot 18 januari 1636 was hij boekhouder-generaal. In 1637 of 1639 (hierover verschillen de bronnen) werd hij raad extraordinair van bij de Raad van Indië, voor een interne opleiding. Een jaar later werd hij president van de schepenrechtbank. In 1639 of 1641 werd hij raad ordinair. Het jaar daarop werd hij directeur-generaal van de handel.
Cornelis van der Lijn werd door zijn voorganger Antonio van Diemen op 12 april 1645 als gouverneur-generaal van de VOC aangesteld. Dat ging in tegen de instructies van de Heren XVII uit 1617, waarin werd gesteld dat na het overlijden van een landvoogd een provisioneel gouverneur-generaal gekozen moest worden door de Raad van Indië. Pas als de Heren XVII het met deze keuze eens waren, zou de aanstelling bekrachtigd worden. De Heren XVII draaiden eerst het besluit van Van Diemen terug maar benoemden alsnog Cornelis van der Lijn tot opvolger. Op 10 oktober 1646 werd hij door de Heren XVII officieel benoemd.
Cornelis van der Lijn kon als bestuurder het werk van zijn voorganger voltooien en steunde veel op François Caron. Met Solor, Bantam (1645) en Mataram (1646) werden vredesverdragen getekend. Met de vorst van Mataram werd bovendien op 24 september 1646 het eerste contract met een Javaanse vorst gesloten. Strenge maatregelen werden genomen tot handhaving van het monopolie van de VOC in de Molukken. Na een felle strijd kon de vesting Kapaha op Hitu worden ingenomen. Die maatregelen leidden tot ongeregeldheden.
In de tijd van Van der Lijn nam de corruptie binnen de VOC in Indië toe. Een diplomatieke oplossing van de Nambu-affaire was een van de zaken waar hij zich moest bekommeren. In 1649 stelde hij voor een doodzieke schoolmeester naar Japan te sturen als ambassadeur. François Caron gaf duidelijke instructies hoe zijn lichaam gebalsemd moest worden als hij naar verwachting onderweg zou sterven. De schoolmeester werd postuum tot doctor in de Rechten bevorderd en naar Edo getransporteerd.
De bewindhebbers in Nederland ontsloegen Van der Lijn per 7 oktober 1650 “op zijn verzoek” eervol en ontboden hem 1651 samen met Caron om verantwoording af te leggen. Toen Carel Reyniersz als zijn opvolger werd benoemd, weigerde Van der Lijn zijn kerkbank aan hem af te staan. De gebruikelijke verering als commandeur der retourvloot werd hem onthouden. Er kwam tegelijkertijd een klachtschrift van de vrijburgers van Batavia binnen, waarin hij werd beschuldigd van het bevoordelen van de Chinezen waarmee hij zeer veel geld zou hebben verdiend.
Van der Lijn woonde in het Hof van Sonoy in Alkmaar waar hij op 24 december 1668 tot burgemeester werd gekozen. Dat ambt vervulde hij tot 1678. Cornelis van der Lijn trouwde in 1630 met Levijntje Polet in Batavia en vervolgens met de weduwe van Maximiliaan le Maire, voormalig Opperhoofd in Desjima.